# Eau tritiée
Pour les articles homonymes, voir HTO.
Sous forme chimiquement pure, l’eau tritiée (ou eau super-lourde) est une forme d'eau dans laquelle tout ou partie des atomes de protium a été remplacé par du tritium. L'eau tritiée ne doit pas être confondue avec l'eau lourde, qui est de l'oxyde de deutérium. Le tritium étant lui-même un radioisotope de période 12,32 années, l'eau tritiée pure est très fortement radioactive.
L'eau tritiée peut désigner des substances très différentes suivant la concentration en tritium, qui peut varier sur une échelle allant de 1 à 1015. Dans le contexte de l'environnement, ce que l'on désigne par « eau tritiée » est de l'eau contaminée au tritium, à des taux de dilution inférieurs à 10−12.

## Oxyde de tritium
Dans sa forme pure (T2O ou 3H2O), on l'appelle aussi eau super-lourde ou oxyde de tritium, ou plus rarement oxyde de ditritium.
Dans cette forme, tous les atomes d'hydrogène sont substitués par du tritium. De l'hydrogène subsiste éventuellement à l'état de traces, conduisant à un mélange de T2O et de HTO en proportions variables.
Sous forme pure, T2O est extrêmement radioactif, avec une activité massique de 97 TBq/g. C'est une substance fortement corrosive du fait de la radiolyse.

## Hydroxyde de tritium
Sous forme diluée, dès que la proportion de tritium devient minoritaire, l'eau tritiée est constituée majoritairement d'eau normale H2O, et de plus ou moins d'hydroxyde de tritium (de formule HTO : 3HOH). L'hydroxyde de tritium ne peut pas exister à l'état pur, à cause des échanges atomiques au sein de la solution. Ceux-ci conduisent à des échanges entre H2O, HTO et T2O, et maintiennent des traces de T2O, d'autant plus minoritaires que la proportion de tritium est faible.
L'activité massique de l'eau tritiée HTO (supposée pure) est de 54,1 TBq/g (54 100 TBq/l).

## Eau tritiée concentrée
De l'eau tritiée à 0,34 % (185 TBq/l, soit 5000 Ci/l) est commercialisée en petite quantité et utilisée dans les sciences du vivant.
Les effluents qui résultent de ces expériences sont fortement polluants. À cette concentration, une goutte d'eau tritiée (de l'ordre de 1 mm3) a une activité de 185 MBq, ce qui suffit largement à rendre non potable une dizaine de mètres cubes d'eau.

## Eau tritiée «de faible activité»
L'eau tritiée entre dans la catégorie « de faible activité spécifique » LSA-II pour le transport des matières dangereuses  quand son activité est inférieure à 0,8 TBq/l (20,0 Ci/l). C'est l'ordre de grandeur des effluents tritiés.
L'eau tritiée « de faible activité » à 20 Ci/l contient 15 mg de HTO par litre d'eau (15 parties par million).
Cette « grande dilution » présente néanmoins une activité de 0,74 TBq·L-1 : c'est une puissance suffisante pour élever la température de l'eau d'un demi degré en moins d'une heure.
Le facteur de dose pour l'eau tritiée étant de 1,8 × 10−11 Sv/Bq, une eau chargée à 0,8 × 1012 Bq/l présente donc une radiotoxicité de 14,4 sieverts par litre : à ce taux de dilution l'eau tritiée reste une substance dangereuse, dont il suffit de consommer accidentellement quelques centimètres cubes (un petit verre) pour s'exposer à une dose efficace de 1 sievert, ordre de grandeur qui met objectivement en danger la santé.

## Solution d'eau tritiée
L'eau tritiée utilisée pour étudier l'effet biologique d'une exposition au tritium peut avoir une activité de l'ordre du mégabecquerel par litre (MBq/l). La dilution du tritium à ces concentrations est du même ordre que celle de l'uranium dans l'eau de mer : de l'ordre du milliardième.
On a pu observer une augmentation des aberrations chromosomiques après exposition in vitro de cellules embryonnaires en culture à un stade très précoce du développement (période préimplantatoire) et après exposition à de fortes activités (> kBq/mL) et/ou à des précurseurs d’ADN marqués au tritium.
Une telle solution présente une radiotoxicité de 1,8 × 10−11 Sv/Bq x 1 × 106 Bq/l, soit 18 × 10−6 Sv/l : à ce taux de dilution l'eau tritiée n'est plus immédiatement dangereuse par rapport à une consommation accidentelle ponctuelle, dans la mesure où il faudrait en boire une cinquantaine de litres avant d'atteindre une dose efficace de un sievert et se mettre réellement en danger.
En revanche, cette eau n'est évidemment pas potable : pour une consommation quotidienne, une double marge de sécurité est prise ; la dose efficace doit être mille fois moins forte (millisievert), et est calculée pour une consommation cumulée sur un an (de l'ordre du mètre cube).

## Radiotoxicité de l'eau contaminée au tritium

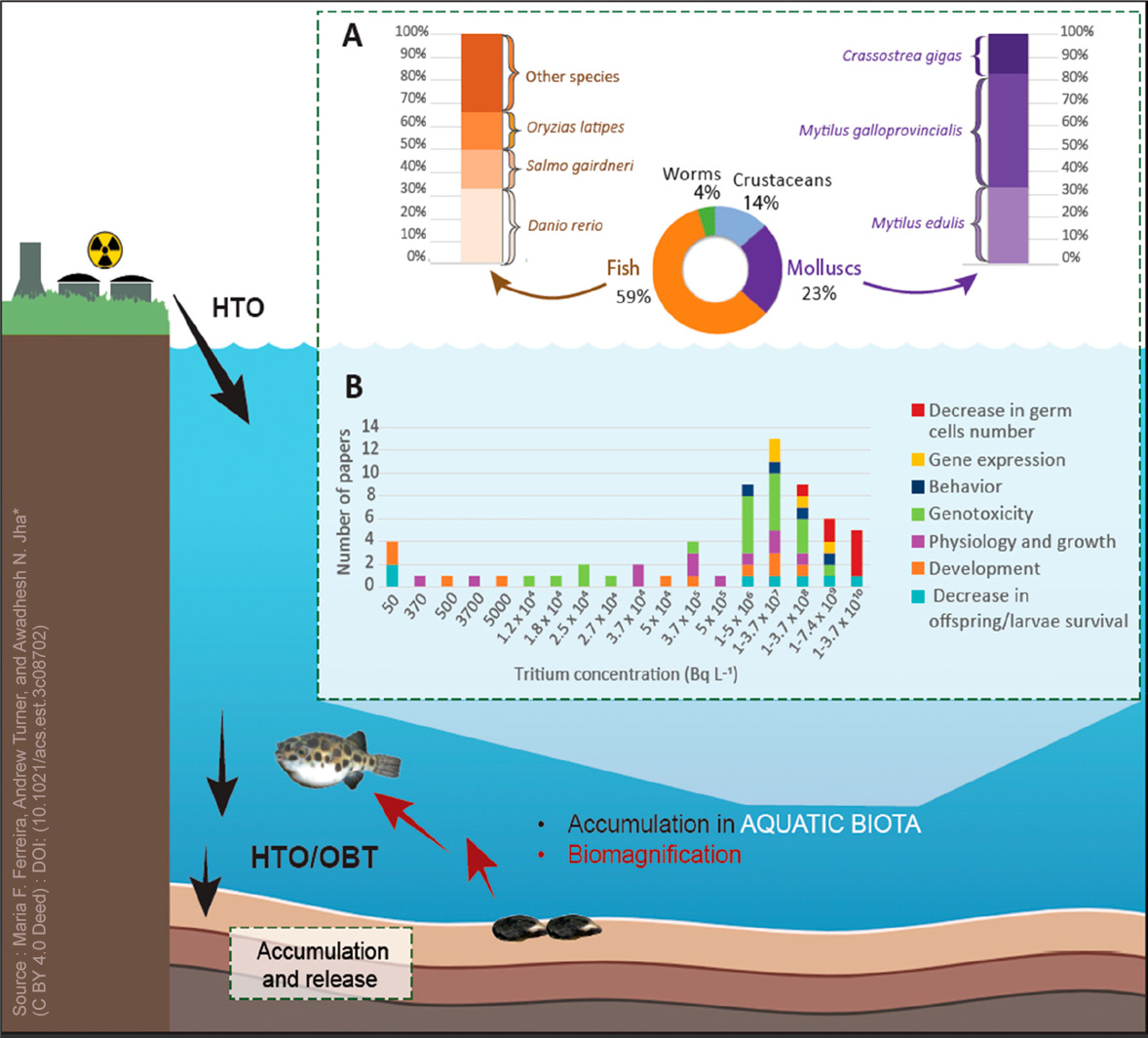
Bilan (2024) des évaluations scientifiques de la cinétique et des effets écotoxicologiques du comportement du tritium (^{3}H) de l'eau tritiée dans les écosystèmes aquatiques, principalement chez des poissons, moules et huîtres, pour divers taux de radioactivité
(A) Groupes animaux couverts par des études (poissons et quelques autres organismes, et bivalves filtreurs (B) Effets biologiques rapportés selon la revue d'études publiée par Ferreira en 2023
Abréviations : HTO, tritiated water (eau tritiée); OBT = organically-bound tritium (tritium organiquement lié)

Le tritium est un important déchet radioactif qui présente des enjeux en termes de radioprotection, car il a une longue demi-vie biologique une fois qu'il s'est lié à des molécules organiques (OBT). Sous cette forme, il s'intègre dans une partie du cycle de l'eau et est concerné par une bioamplification via le réseau trophique : « sous sa forme inorganique (c’est-à-dire HTO), il s’intègre rapidement dans les systèmes biologiques et peut par conséquent s’associer à des molécules organiques [on parle alors de « tritium organiquement lié » (OBT)],. » Enfin, l'exposition chronique à l'eau tritiée (HTO) à faible dose « suscite des inquiétudes ».
On a longtemps fait le pari que l'eau tritiée poserait peu de problèmes grâce à une rapide dilution dans l'eau des fleuves et des mers, mais, d'une part, une eau très contaminée par du tritium peut avoir une activité élevée, supérieure au kilobecquerel par litre (kBq/l), et, d'autre part, comme le montre le schéma ci-joint, un nombre croissant d'études a montré que dans les écosystèmes aquatiques, des animaux filtreurs comme les huîtres et moules (aussi consommés par l'Homme) peuvent bioconcentrer le tritium, qui peut ensuite être biomagnifié via la chaîne alimentaire (réseau trophique).
Selon la revue d'étude de 2024, bien que l'eau tritiée soit le déchet radioactif le plus abondamment rejeté dans l'eau, « aucune étude publiée n’a abordé les impacts de l’HTO à l’échelle de l’écosystème, et les études dans les zones où les niveaux de rayonnement sont supérieurs au bruit de fond sont rares ».
L'attention portée à l'eau tritiée a été relancée par la catastrophe nucléaire de Fukushima Daiichi de 2011, et, plus exactement, par le projet (mis à exécution à partir du 24 août 2023 par le gouvernement japonais) de progressivement rejeter plus d’un million de tonnes d’eau radioactive dans l’océan, après approbation par l’AIEA, pour éviter un rejet brutal et massif d'eau radioactive en cas de nouvel évènement de type Genpatsu-shinsai induit par un tremblement de terre associé à un tsunami. Cette solution d'élimination des stocks d'eau contaminée par le tritium divise la communauté scientifique et l'opinion publique. Elle a été autorisée « avec la prémisse qu’après l’élimination des radionucléides à longue durée de vie (c.-à-d. 137Cs et 90Sr), le tritium (3H), le principal radionucléide restant sous forme d’eau tritiée (HTO), se diluera de manière suffisante et sûre sur une période de 30 ans. Toutefois, des préoccupations concernent a) la salubrité des organismes marin et de leurs consommateurs et b) les conséquences potentielles à long terme sur la santé humaine et l’environnement »,,.
Les évaluations scientifiques de la cinétique et des effets écotoxicologiques du comportement du tritium (3H) de l'eau tritiée dans les écosystèmes aquatiques ont principalement porté sur deux groupes animaux : des poissons (Danio rerio, Salmo gairdneri, Oryzias latipes, fréquemment utilisés comme modèle animal den écotoxicologie) et deux organismes filtreurs communs et consommés par l'Homme : les moules et les huîtres.
Le cas de Fukushima Daiichi ne peut être comparé à celui de la catastrophe de Tchernobyl, car peu d'eau tritiée a été relâchée dans l'environnement à Tchernobyl, et « les réacteurs de Fukushima Daiichi étaient directement adjacents à l’océan, alors que ceux de Tchernobyl étaient éloignés de 500-600 km de la Baltique et de la mer Noire ». La catastrophe de Fukushima et ses suites représentent « le plus grand rejet accidentel de radionucléides dans l’océan en termes de concentrations de radionucléides mesurées » et il est démontré que les radionucléides issus de Fukushima sont transportés sur de longues distances par les poissons marins (par exemple, retrouvés dans des thons pêchés en Californie), ce qui fait de cet accident un sujet de « préoccupation mondiale ».
Dans l'estuaire de la Severn, contaminé par de faibles doses d'eau tritiée au Royaume-Uni, « il a été suggéré dès 2001 qu'une bioaccumulation d'OBT anthropique par les organismes benthiques et les poissons démersaux se produit, en grande partie par une voie de conversion de l’OBT dissous en OBT particulaire (par absorption bactérienne et processus physicochimiques) et via un transfert ultérieur vers le haut du réseau trophique, par les microbes et la méiofaune du sédiment ».
Des effets sublétaux du tritium ont été démontrés en 2017 chez les poissons sauvages (Pimephales promelas) vivant dans les rivières coulant près d'un site nucléaire canadien : ils comprennent des dommages à l’ADN sanguin et dans celui des gamètes ; dommages pouvant affecter la capacité physiologique et reproductive et in fine la diversité génétique d’une population.
Ainsi, une étude récente (2019) a exposé des cellules de fibroblastes à différentes doses d'eau tritiée pour étudier leur comportement face à de faibles doses de radiation. Un effet protecteur est induit à une dose intermédiaire de 100 mGy par un (effet « bystander » et adaptatifs). On observe que les rayons β et γ de l'eau tritiée conduisent à une déphosphorylation plus longue de la protéine H2AX, avec apparition de « grappes complexes de cassures de l'ADN double brin, induites par les rayons β du tritium à faible dose, altérant la récupération efficace des dommages à l'ADN, qui sont responsables de la persistance des foyers résiduels ». Il semble que ces cellules, quand elles sont exposées à de faibles doses de rayonnement issu de l'eau tritiée, tendent à éliminer la population ayant subi des dommages pour éviter que les dommages à l'ADN n'augmentent le potentiel de mutation.
En 2024, « les données sur la distribution, le comportement et les effets potentiels de l’HTO et de l’OBT ne sont disponibles que pour quelques groupes taxonomiques et sont fortement biaisées en faveur des espèces-modèles de laboratoire (cf. schéma ci-contre). Ceci contribue à une incertitude considérable dans l'évaluation du risque environnemental pour le ce radionucléide », et en outre la distribution de l’OBT au sein d'un même organisme varie considérablement selon l'espèce, selon le tissu analysé, et selon les spécificités chimiques ou biochimiques du composé tritié, et aussi selon les activités métaboliques des différents tissus,.

### Radiotoxicité de l'eau tritiée
Il été suggéré que les doses reçues par le biote résultant de l’exposition à des HTO contrôlés, mais rejetés de façon continue ou intermittente, seront bien inférieures au seuil de rayonnement acceptable pour la consommation humaine, mais « cette hypothèse repose en grande partie sur des estimations de doses externes, les doses internes et le potentiel de bioaccumulation n’étant pas pris en compte ».
« Bien qu’il s’agisse d’un émetteur β, l’efficacité biologique relative (EBR) de 3H dans les tissus est contestée. Des études en laboratoire ont montré que 3H pourrait être aussi puissant que les émetteurs γ à haute énergie ou les rayons X pour l’induction de lésions chromosomiques chez les poissons. Une approche de précaution a été recommandée lorsqu’il s’agit d’émetteurs internes, étant donné que les rayonnements ionisants pourraient induire de nombreux autres effets nouveaux non encore pris en compte dans les évaluations des risques. Il s’agit notamment de l’instabilité génomique (dommages non clonaux), d'effets secondaires, de mutations de minisatellites et des changements épigénétiques. En ce qui concerne la santé humaine, des incidences plus élevées d’aberrations chromosomiques ont été signalées chez les travailleurs exposés à du tritium (par rapport aux personnes non exposées) tandis que l'hypothèse d'une incidence plus élevée de leucémie infantile autour des centrales nucléaires, en lien avec l’exposition au tritium a fait l’objet de vifs débats dans au sein de la communauté scientifique ».
On sait que l’exposition chronique à l'eau tritiée peut induire des dommages à l’ADN à différents stades de vie des espèces marines. Par exemple, une augmentation des lésions chromosomiques a été observée chez la moule commune après une exposition de 7 jours à l’OBT, à un débit de dose de 4,9 μGy h–1 ; et cet effet apparaît à une dose inférieure à la limite de débit de dose générique de 10 μGy h–1, considéré comme « sans effet » pour toutes les espèces,. Et, en 2016, dans le Journal of Environmental Radioactivity des chercheurs s'inquiètent du fait qu'alors que l'hypoxie et les zones marines mortes sont en augmentation, à lui seul, le réchauffement des écoéans (qui a récemment battu des records) diminue la capacité des moules (et probablemnet d'autres espèces) à résister aux effets délétères de l'eau tritiée.
Concernant la santé humaine, en 2024, on manque encore de données sur l'exposition interne, qu'elle soit due à l'inhalation, à l'ingestion de boissons et de nourriture (poissons et fruits de mer notamment) ou à une absorption percutanée.
Pour les rejets de l'eau tritiée, en cours à Fukushima depuis le 24 août 2023, les 1,3 million de mètres cubes d'eau contenus dans les quelque mille conteneurs sont dilués avec de l'eau de mer pour obtenir une teneur de 1500 Bq/L, soit l'équivalent d'une dose (une radiotoxicité) de 0,027 μSv/L, correspondant à un total d'environ 2 TBq, ou l'équivalent d'une dose totale de 36 Sv, sachant que le facteur de dose du tritium est de 1,8 10−11 Sv/Bq (voir ci-dessus). Rappelons que la recommandation de l'OMS pour l'eau potable (voir ci-dessous) est une teneur d'un maximum de 10 000 Bq/L, soit l'équivalent d'une dose de 0,18 μSv/L. L'eau rejetée a  donc une radiotoxicité 6,7 fois moindre que la valeur limite de l'OMS.

### Seuil de potabilité
- L’OMS recommande que la dose reçue du fait de la présence d’un radionucléide dans l’eau de boisson ne dépasse pas 0,1 mSv/an. Cette dose pourrait être atteinte chez l’adulte par la consommation quotidienne de deux litres d’eau tritiée à hauteur de 7,8 kBq/l (valeur guide de l’OMS pour ce radioélément)[26].
- En France, la réglementation retient la limite de 10 kBq/l (soit 10 MBq/m3). Sous ces concentrations (qui atteignent l'ordre de grandeur des concentrations naturelles), on parle de « traces de tritium dans l'eau ».

## Unité de tritium
L'unité de tritium (TU, en anglais « tritium unit ») est définie comme une dilution d'un atome de tritium pour 1018 atomes d'hydrogène.
Ce taux de dilution est donc d'une partie par million de partie par million de partie par million.
Une eau marquée à un TU a une activité de 0,118 Bq kg−1. Le seuil réglementaire de potabilité précédent se situe donc à 84 745 TU.
C'est par cette unité qu'est appréciée la diffusion du tritium dans l'atmosphère ou l'hydrosphère.
Le niveau de tritium dans l'eau de pluie est normalement de l'ordre de 5 à 10 TU, du fait de sa synthèse cosmogénique en haute atmosphère, par réaction (n, T) sur un atome d'azote.
Dans les années 1960 il est monté transitoirement à des valeurs supérieures à 1000 dans l'hémisphère nord, à la suite des essais nucléaires atmosphériques. Il est très rapidement tombé à des valeurs plus faibles, le tritium atmosphérique étant capturé et dilué dans les eaux océaniques.

## Applications

### Outil de datation
L'eau tritiée est parfois employée dans le domaine des sciences du vivant comme traceur pour des études sur le cycle biologique de l'eau. En outre, le tritium injecté par les essais nucléaires atmosphériques se retrouve en quantité infinitésimale sous forme d'eau tritiée dans l'hydrosphère et la biosphère, dont le pic permet de dater des choses variées ayant été exposées à l'atmosphère de la fin du XXe siècle, comme l'âge des crus viticoles ou celui des masses océaniques.

### Traceur
L'eau tritiée (à de très fortes dilutions) peut être employée pour mesurer le volume total d'eau dans un corps. En effet, l'eau tritiée se comporte comme de l'eau normale dans le domaine biologique, et se répartit relativement rapidement dans tous les compartiments du corps. Après atteinte de l'équilibre, la concentration d'eau tritiée dans les urines correspond à celle dans l'ensemble du corps. Connaissant la quantité initialement ingérée et cette concentration finale, il est facile de calculer le volume d'eau correspondant :
- quantité d'eau tritiée (mg) = concentration de l'eau tritiée (mg/ml) × volume de l'eau incluse dans le corps (ml) ;
- volume de l'eau incluse dans le corps (ml) = [quantité d'eau ingérée (mg) - quantité d'eau excrétée (mg)] / concentration de l'eau tritiée (mg/ml).